# Adolph Gustav Caspari
Adolph Gustav Caspari (* 3. Mai 1805 in Reichenbach im Vogtland; † 15. Februar 1874 in Plauen) war ein deutscher Lehrer und Autor.

## Leben und Wirken
Er war der Sohn des Reichenbacher Diakons und späteren Oberpfarrers und Superintendenten von Naumburg (Saale), Gottlob Wilhelm Caspari (1776–1850). Nachdem sein Vater 1822 beruflich nach Naumburg gegangen war, besuchte Adolph Gustav Caspari die dortige Domschule. Danach studierte er Theologie an der Universität Halle-Wittenberg. Seine Bewerbung um eine Pfarrstelle blieb zunächst erfolglos. So wurde er 1836 dirigierender Oberlehrer und später Direktor an der Gesamt-Bürgerschule in Annaberg im Erzgebirge. Als solcher beteiligte er sich 1840 an der Landtagspetition um Befreiung der Schullehrer von der Bezahlung von Schulgeld für ihre Kinder, die er im Namen des Annaberger Lehrerkollegiums und aller Stadt- und Landschullehrer der Ephorie Annaberg einbrachte.
Später (1841) wechselte Caspari zurück in seine vogtländische Heimat als Direktor der allgemeinen Bürgerschule in der Syrastraße Plauen. Ab 1864 war er gleichzeitig Direktor der Ersten und Dritten Bürgerschule in Plauen tätig. 1873 ging er mit 68 Jahren und 32 Dienstjahren in den Ruhestand und starb im darauffolgenden Jahr in Plauen.
Überregionale Bekanntheit erlangte er vor allem durch seinen „Erdglobus“ und sein noch in der Annaberger Zeit entstandenes Lehrbuch über die Anfänge der Geometrie.

## Publikationen (Auswahl)
- Lehrbuch der Elementar-Geometrie. Leipzig, 1837.
- „Erdglobus“ unzerbrechlich auf Holz, 33/4 Zoll im Durchmesser, sauber colorirt, auf schiefstehender Messingaxe. Neupert, Plauen.